# Pinza quebradora

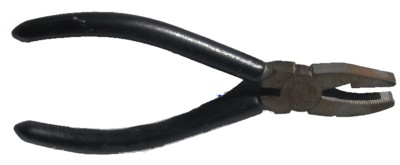
Pinza quebradora

Las pinzas quebradoras, o de rebaba, son un tipo de pinza utilizada por los vidrieros para romper y terminar el vidrio de una forma controlada. Son pinzas de doble propósito, ya que tienen una mandíbula plana que se usa para romper puntuaciones y una mandíbula curva que se usa para sacar rebabas del borde del vidrio roto. Ambas mandíbulas son dentadas por lo que se usan para eliminar bordes y pequeñas puntas de vidrio.

## Usos
Para quebrar una parte del vídrio, el vidrio que se va a quitar se sujeta firmemente con las pinzas, con la mandíbula plana en la parte superior del vidrio cerca de la línea marcada. Un doblez en curva cerrada hacia abajo rompe el cristal en la partitura.
Para eliminar las partes y puntos no deseados del vidrio, la pieza de vidrio se sostiene con una mano con las pinzas con el lado curvado hacia arriba. Un suave movimiento hacia arriba raspa el borde del vidrio contra los dientes dentados y elimina los filos no deseados del vidrio. Este proceso de eliminación se conoce como en inglés como ''grozing''.
Las puntas de estas pinzas también se pueden utilizar con un movimiento de masticación para quitar pequeñas secciones de vidrio o mordisquear curvas profundas.

## Otras herramientas
Los vidrieros también utilizan pinzas de un solo propósito, como pinzas para romper el vidrio con dos mandíbulas planas, y pinzas abridoras, que aplican una presión uniforme en ambos lados de una ranura para realizar una rotura suave y controlada en el vidrio.